# جراح‌ماهی دراز
جراح‌ماهی دراز (نام علمی: Acanthurus mata) نام یک گونه از سرده جراح‌ماهی است.